# Ljubljenica (Stolac, BiH)
Ljubljenica je naseljeno mjesto u općini Stolac, Federacija Bosne i Hercegovine, BiH.

## Povijest
Nakon potpisivanja Daytonskog mirovnog sporazuma izdvojeno je istoimeno naseljeno mjesto koje je pripalo općini Berkovići koja je ušla u sastav Republike Srpske.

## Stanovništvo

### 1991.
Nacionalni sastav stanovništva 1991. godine, bio je sljedeći:
ukupno: 132
- Hrvati - 64
- Muslimani - 56
- Srbi - 9
- ostali, neopredijeljeni i nepoznato - 3

### 2013.
Prema popisu iz 2013. godine bilo je bez stanovnika.